# Jan Corazolla
Jan Corazolla (né le 27 septembre 1931 à Berlin, mort le 12 octobre 1998 à Cologne) est un violoncelliste et chef d'orchestre allemand.

## Biographie
Jan Corazolla est le deuxième enfant de la chanteuse Margarete Corazolla (1902-2001). Son père Paul Graener est compositeur, son frère aîné Paul Corazolla est vitrailliste.
Après une formation de violoncelliste, notamment auprès de Paul Grümmer et Pablo Casals, Jan Corazolla étudie la musique de chambre à Fribourg-en-Brisgau. Au cours de ses études, il fonde le Quatuor Schlupp, qui est dissous après sept ans (en raison de la mort prématurée du premier violoniste et homonyme à l'âge de 28 ans). Au cours de leurs études, le Quatuor Schlupp suit des master classes auprès de Sándor Végh et donne des concerts. Après la dissolution du quatuor à cordes, Jan Corazolla étudie la direction d'orchestre, notamment auprès de Herbert von Karajan.
Jan Corazolla est un fondateur de l'Orchestre du pays de Siegen (de), auquel il reste fidèle jusqu'en 1972. Il rejoint ensuite le Rheinisches Kammerorchester Köln (RKO), d'abord comme directeur artistique puis comme chef d'orchestre. En plus de l'activité à Cologne, l'orchestre fait à plusieurs reprises des tournées de concerts en France, en Belgique, aux Pays-Bas, en Italie et dans de nombreux autres pays et se produit avec des solistes comme Arthur Grumiaux, Henryk Szeryng, Paul Tortelier…
Corazolla s'implique comme conférencier dans des cours de musique de chambre et avec des orchestres amateurs.
En 1998, il meurt subitement après une courte et grave maladie à l'âge de 67 ans à Cologne.